# Nicolás Alfredo Pacheco
Nicolás Pacheco (Santa Ana , El Salvador; 7 de abril de 1995) es un futbolista salvadoreño. Juega de guardameta en el Club Deportivo Platense de la Primera División de El Salvador. Ha integrado la selección de El Salvador en categorías Sub-20.

## Clubes
Actualizado al último partido jugado el 30 de abril de 2022.
| Club Deportivo FAS · El Salvador            | 1.ª                 | 2015-16             | 11 | (11) | - | - | - | - | 11 | (11) |
| Club Deportivo FAS · El Salvador            | 1.ª                 | 2016-17             | 3  | (5)  | - | - | - | - | 3  | (5)  |
| Club Deportivo FAS · El Salvador            | 1.ª                 | 2017-18             | 7  | (7)  | - | - | - | - | 7  | (7)  |
| Club Deportivo FAS · El Salvador            | 1.ª                 | 2018-19             | 16 | (11) | - | - | - | - | 16 | (11) |
| Club Deportivo FAS · El Salvador            | 1.ª                 | 2019-20             | 15 | (15) | - | - | - | - | 15 | (15) |
| Club Deportivo FAS · El Salvador            | 1.ª                 | 2020-21             | 7  | (12) | - | - | - | - | 7  | (12) |
| Club Deportivo FAS · El Salvador            | Total               | Total               | 59 | (61) | 0 | 0 | 0 | 0 | 59 | (61) |
| Club Deportivo Platense · El Salvador       | 1.ª                 | 2021-22             | 8  | (11) | - | - | - | - | 8  | (11) |
| Club Deportivo Platense · El Salvador       | Total               | Total               | 8  | (11) | 0 | 0 | 0 | 0 | 8  | (11) |
| Total en su carrera                         | Total en su carrera | Total en su carrera | 67 | (72) | 0 | 0 | 0 | 0 | 67 | (72) |
| (2) No incluye goles en partidos amistosos. |                     |                     |    |      |   |   |   |   |    |      |

Segunda División de El Salvador/Liga INDES
| Club            | País        | Año         |
| --------------- | ----------- | ----------- |
| San Salvador    | El Salvador | 2022 - 2023 |
| Zacatecoluca FC | El Salvador | 2024 - 2025 |
| C.D. Aruba      | El Salvador | 2025 -      |